# Gottscheerish

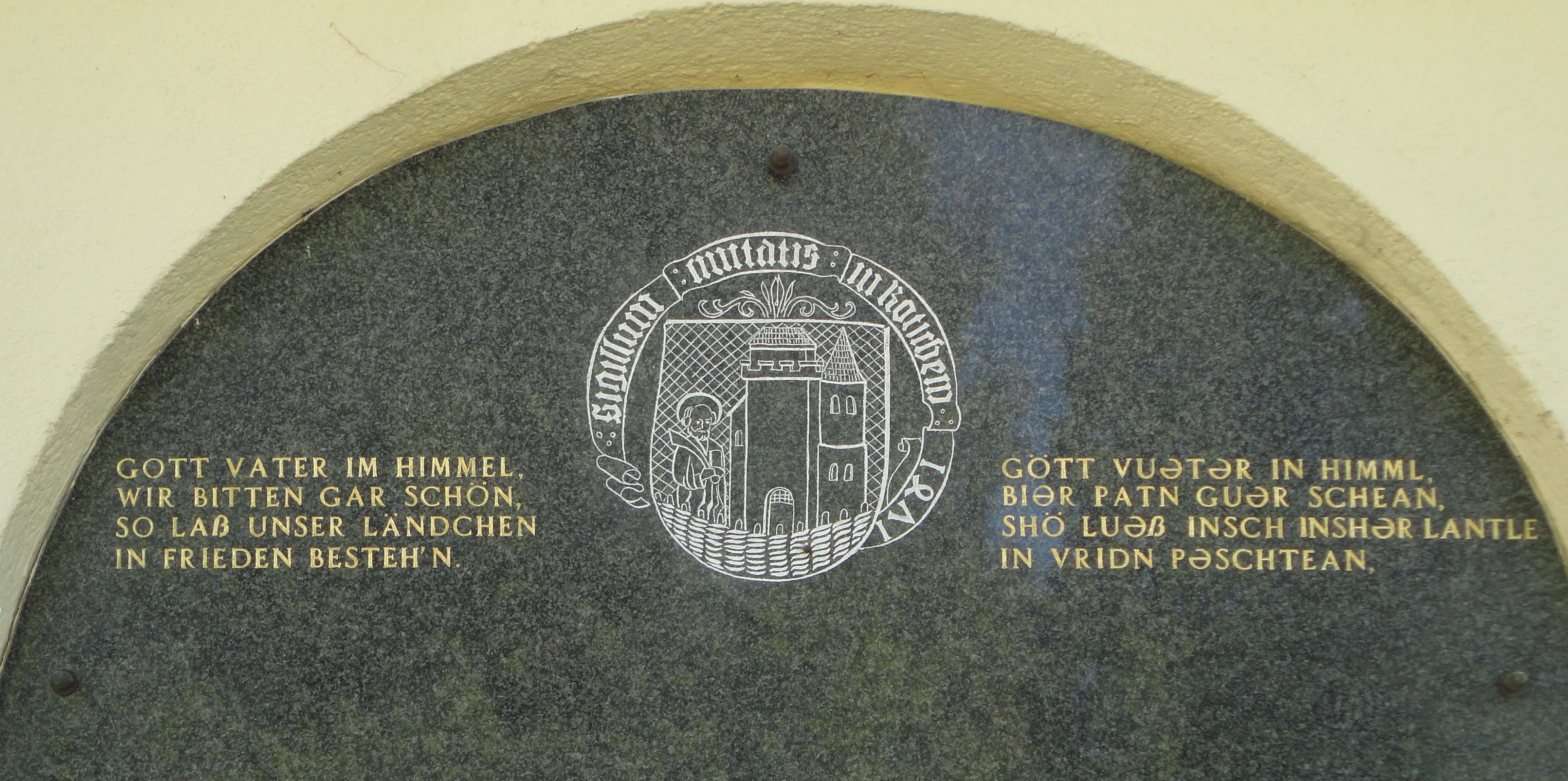
Une plaque en allemand et gottscheerish à l'église du Corpus Christie de Kočevje.

Le gottscheerish est un dialecte germanique de type allemand supérieur bavarois. Avant 1941, elle était parlée dans l’enclave linguistique de Gottschee (Kočevje en slovène) en Basse-Carniole, dans l'actuel État de Slovénie.
Historiquement, le dialecte s'est développé à partir du bavarois du sud parlé en Carinthie et au Tyrol oriental. Il remonte à la colonisation de l'ancienne seigneurie de Reifnitz (Ribnica), située dans l'extrême sud de la marche de Carniole, par des paysans germanophones à partir des années 1330. Pendant des siècles, les Gottscheer vécurent ici, sous le règne de la monarchie de Habsbourg. Après l'invasion de la Yougoslavie pendant la Seconde Guerre mondiale et l'annexion de la province de Ljubljana par le royaume d'Italie en 1941, la plupart de la population allemande a été exilée ; les habitants qui restent furent expulsés après la guerre.